# 人生超幽默
《人生超幽默》 (英語：Humorous Life)是台灣創作歌手吳克群發行第9張國語專輯，在2016年12月30日正式發行。

## 創作背景
吳克羣在年末推出的全新專輯《人生超幽默》，繼續他擅長的「唱玩音樂」，加入多種創意元素，帶來耳目一新的驚喜。今次他變身叛逆的「人生觀察家」嘻哈歌手身份，用歌詞針砭時弊，諷刺醉心於製造社交網絡美麗假象的現代人們。